# Cantón de Palmares
Cantón de Palmares är en kanton i Costa Rica.   Den ligger i provinsen Alajuela, i den centrala delen av landet, 40 km väster om huvudstaden San José.